# Godewaersvelde
Godewaersvelde település Franciaországban, Nord megyében. Lakosainak száma 2037 fő (2022. január 1.). Godewaersvelde Watou, Steenvoorde, Berthen, Boeschepe, Eecke, Flêtre és Méteren községekkel határos.

## Népesség
A település népességének változása:
| Lakosok száma | 2023 | 2043 | 2093 | 2051 | 2051 | 2086 | 2070 | 2053 | 2037 |
|               | 2013 | 2015 | 2016 | 2017 | 2018 | 2019 | 2020 | 2021 | 2022 |